# Apalniacris
Apalniacris is een geslacht van rechtvleugeligen uit de familie veldsprinkhanen (Acrididae). De wetenschappelijke naam van dit geslacht is voor het eerst geldig gepubliceerd in 2004 door Ingrisch, Willemse & Shishodia.

## Soorten
Het geslacht Apalniacris omvat de volgende soorten:
- Apalniacris dampha Ingrisch, Willemse & Shishodia, 2004
- Apalniacris jalpaiguri Ingrisch, Willemse & Shishodia, 2004
- Apalniacris shillong Ingrisch, Willemse & Shishodia, 2004
- Apalniacris ukhrul Ingrisch, Willemse & Shishodia, 2004